# Sylvester H. Roper

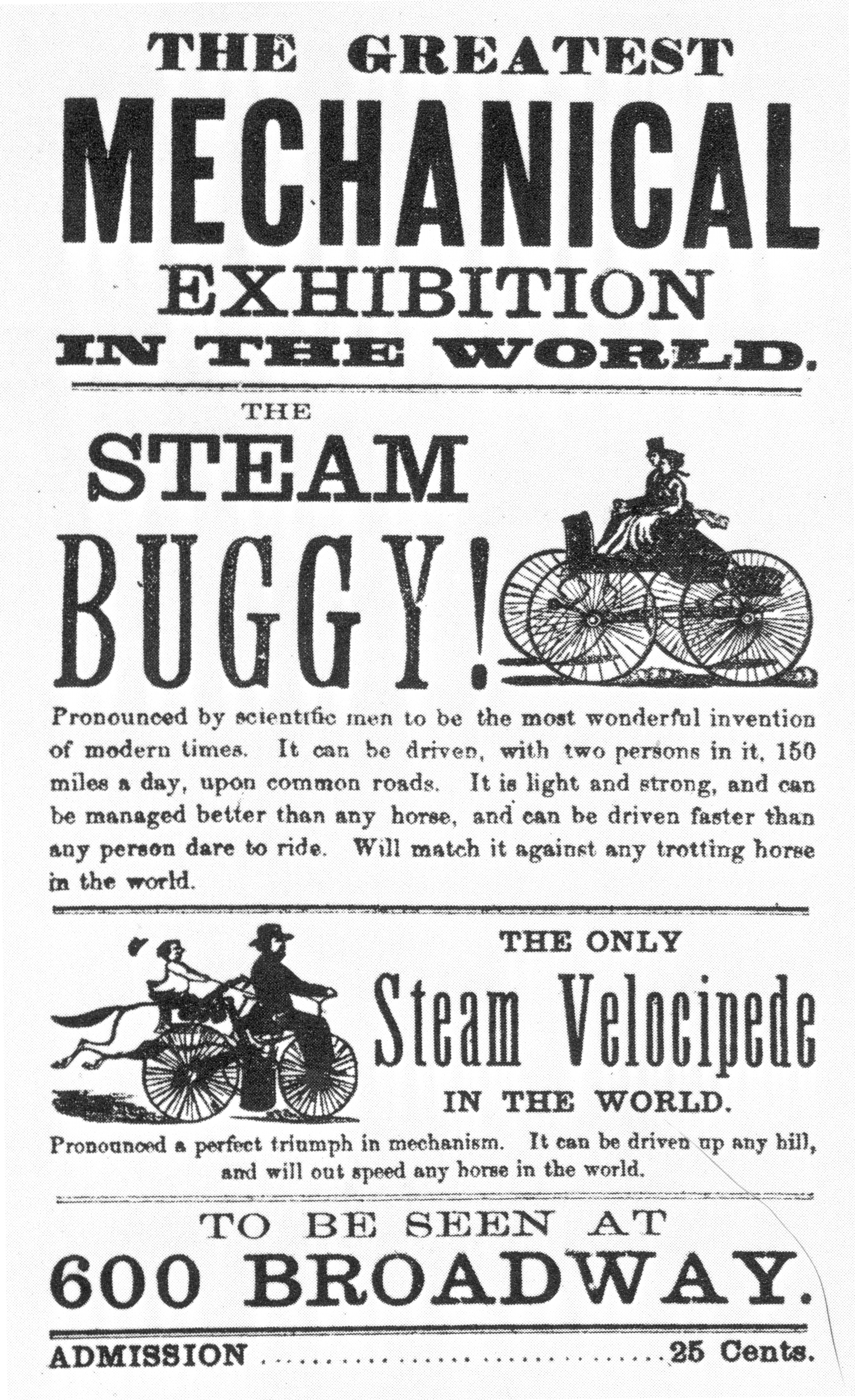
Octavilla anunciando una demostración del velocípedo de vapor de Roper.

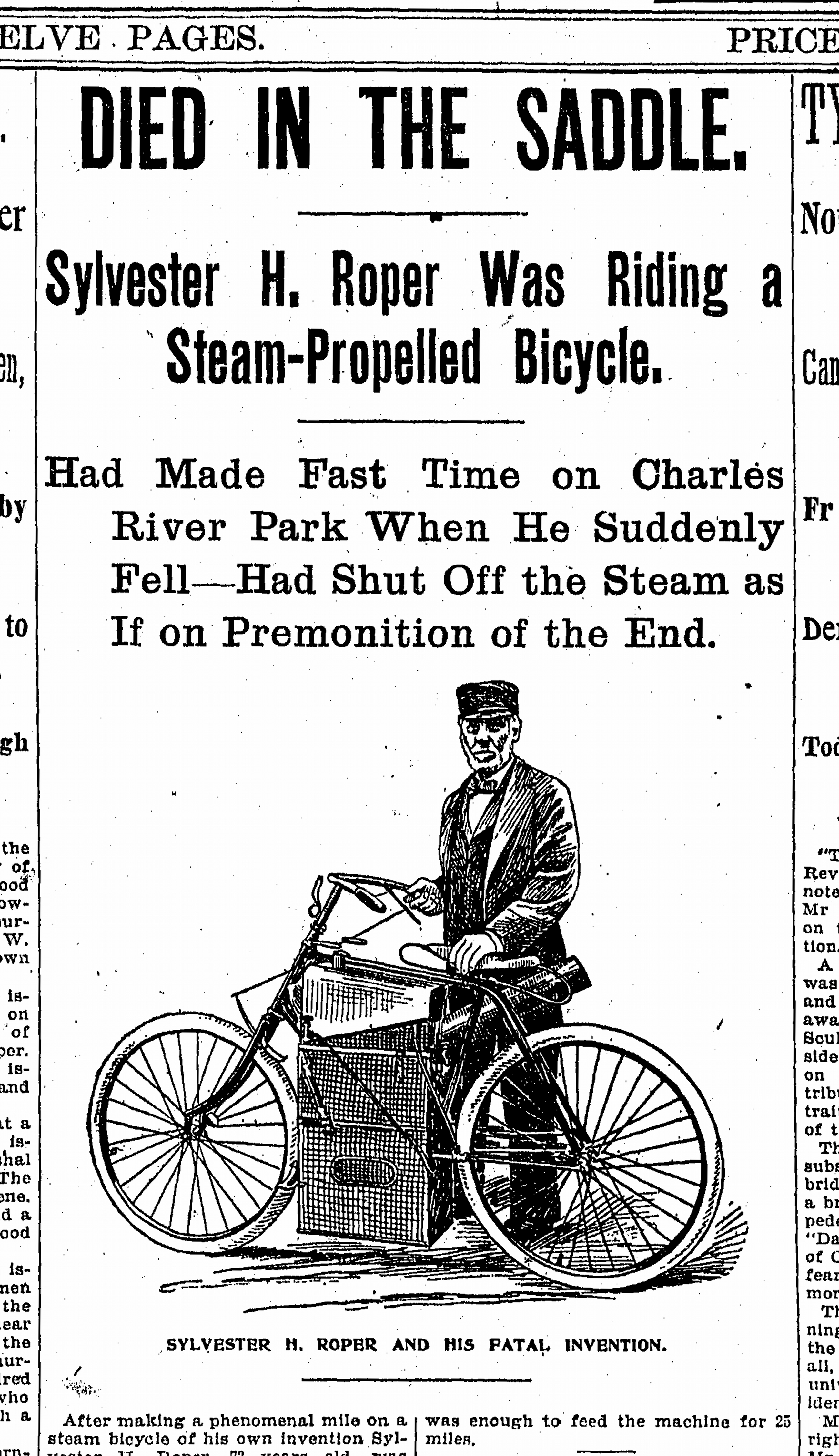
Noticia del fallecimiento de Roper

Sylvester Howard Roper (24 de noviembre de 1823 – 1 de junio de 1896) fue un inventor estadounidense, constructor pionero de motocicletas y automóviles. En 1863 fabricó un carruaje de vapor, uno de los primeros automóviles. El velocípedo de vapor Roper de 1867–1869 puede haber sido la primera motocicleta. También inventó el estrangulador de disparo para escopetas y un revólver de repetición.

## Primeros años
El padre de Sylvester H. Roper, Merrick, era un carrocero, nacido en 1792 en Sterling, Massachusetts. Merrick se instaló en Francestown (Nuevo Hampshire) en 1807 y en 1817 se casó con Susan, madre de Sylvester. Tenía un hermano mayor que trabajaría como pintor de casas, dos hermanas más jóvenes, y otro hermano menor que se convirtió en mecánico de la fábrica de Máquinas de Coser Singer en Boston, y posteriormente trabajó como joyero.
Roper nació el 24 de noviembre de 1823. Desde temprana edad mostró un gran talento en el campo de la mecánica. Con 12 años construyó su primera máquina de vapor estacionaria, aunque nunca había podido examinar una de estas máquinas en persona; esta invención se exhibió en el laboratorio de la Academia de Francestown. Con 14, construyó un motor de locomotora, y solo después vio uno de estos motores por primera vez en Nashua. Dejó Francestown siendo muy joven para ponerse a trabajar como maquinista, primero en Nashua, después en Mánchester (Nueva York), y después en Worcester. Se casó con Almira D. Hill el 20 de abril de 1845 en Providence, Rhode Island. En 1854 se mudó a Boston, al barrio de Roxbury.

## Inventor
Sobre la misma la época de su llegada a Boston, Roper inventó su  Máquina de Coser Handstitch. En 1861 ideó un motor de aire caliente, y trabajó para el Springfield Armory durante la Guerra Civil. Sus realizaciones finalmente llamaron la atención de otros inventores e ingenieros, incluyendo a Elias Howe, Alvan Clark y Christopher Miner Spencer. Era habitual verle conduciendo su carruaje de vapor por los alrededores de Boston en 1863. Uno de estos carruajes de 1863 forma parte de la colección del Museo Henry Ford.
Inventó la primera escopeta con estrangulador, un tubo corto que podía ser roscado o fijado al exterior del cañón de la escopeta para variar la concentración de los perdigones según el tipo de objetivo. Con Christopher Miner Spencer obtuvo la patente de un mecanismo de disparo de repetición en 1882. Más adelante, en 1885, obtuvo por su cuenta la patente de una escopeta con un mecanismo de carga mejorado. Junto con su hijo, Charles, diseñó una fábrica de maquinaria para producir tornillos, que Charles continuó dirigiendo tras la muerte de su padre.

## Muerte en accidente
El 1 de junio de 1896, Roper montó en uno de sus recientes modelos de velocípedo, una bicicleta Columbia fabricada por la Pope Manufacturing Company con un motor de vapor añadido. Realizó pruebas de velocidad en la pista para bicicletas del río Charles, cerca de  Harvard Bridge (Cambridge, Massachusetts), donde dio varias vueltas con otros ciclistas, incluyendo al corredor profesional Tom Butler, quien no podía igualar el ritmo de la máquina de vapor. Roper recorrió una milla en 2 minutos 1.4 segundos, con una velocidad de 64 km/h. Pocó después, se vio como la máquina se desequilibraba. Roper cayó sobre la pista, se produjo una herida en la cabeza y fue hallado muerto. Tras la autopsia, se supo que la causa de la muerte fue un fallo cardíaco, aunque no se pudo averiguar  si fue anterior o posterior al accidente.

## Lista de patentes
| Número                     | Título                                         | Fecha de asunto        | Co-Inventor            |
| -------------------------- | ---------------------------------------------- | ---------------------- | ---------------------- |
| Patente de EE. UU. 2,848   | Candado                                        | 9 de noviembre de 1842 |                        |
| Patente de EE. UU. 34,723  | Mejora en Motores de Aire Caliente             | 18 de marzo de 1862    |                        |
| Patente de EE. UU. 53,881  | Mejora en Armas de Fuego Rotativas             | 10 de abril de 1866    |                        |
| Patente de EE. UU. 79,861  | Mejoras en Bocacha Separable para Armas Cortas | 14 de julio de 1868    |                        |
| Patente de EE. UU. 94,135  | Mejora en Máquina de Tejer                     | 24 de agosto de 1869   |                        |
| Patente de EE. UU. 117,931 | Mejora en Máquina de Tejer                     | 8 de agosto de 1871    |                        |
| Patente de EE. UU. 255,894 | Cargador Arma de Fuego                         | 4 de abril de 1882     | Christopher M. Spencer |
| Patente de EE. UU. 262,321 | Máquina para Fabricar Tornillos                | 8 de agosto de 1882    | Charles F. Roper       |
| Patente de EE. UU. 300,736 | Máquina para Fabricar Tornillos                | 17 de junio de 1884    | Charles F. Roper       |
| Patente de EE. UU. 409,429 | Cargador de Pistola                            | 20 de agosto de 1889   |                        |
| Patente de EE. UU. 413,734 | Cargador Arma de Fuego                         | 29 de octubre de 1889  |                        |
| Patente de EE. UU. 514,094 | Escalera de Incendios                          | 6 de febrero de 1894   |                        |
| Patente de EE. UU. 516,117 | Escalera de Incendios                          | 6 de marzo de 1894     |                        |

## Reconocimientos
- Por su trabajo pionero con bicicletas propulsadas con máquinas de vapor, Roper fue incorporado al Salón de la Fama de la Motocicleta en 2002.[20]